# Піро Мілкані
Піро Крістакь Мілкані (алб. Piro Kristaq Milkani; 9 грудня 1939, Корча — 24 травня 2025, Тирана) — албанський кінорежисер, здобув визнання завдяки двом найвідоміших албанських фільмів — «Жінка з міста» та його продовження. Його внесок в албанський кінематограф зробив його одним з найвидатніших режисерів усіх часів.

## Біографія
Народився 9 грудня 1939 року в Корчі в родині Крістакя Мілкані та Магаліни Кіти. Здобув вищу освіту в Академії образотворчих мистецтв у Празі, Чехословаччина, яку закінчив зі ступенем з кінематографії. Професійна кар'єра Мілкані в кіно охоплює десятиліття, протягом яких він зрежисував понад 20 художніх і документальних фільмів. Серед його найвизначніших робіт — «Коли світав день» (1971), «Леді з міста» (1976), «Віч-на-віч» (1979), «Войовничий» (1984) та «Барви віку» (1990).
Окрім режисури, Мілкані зробив значний внесок в албанське кіно як сценарист, оператор і кінопродюсер, зміцнивши свій статус однієї з найвпливовіших постатей в історії кінематографа країни. 2005 року Мілкані розпочав знімання фільму «Горе пані Шнейдер» у Чехії, спільного виробництва за участю відомих акторів албанського та чеського кінематографа, зокрема Ніка Джелілая, Анни Гейслерової та Арти Доброші. У фільмі також зіграли видатні діячі італійського та албанського кінематографа — Мікеле Плачидо та Віолета Мануші. Мілкані раніше співпрацював з Мануші у його знаменитому фільмі «Леді з міста».

## Сімейна трагедія
Старший брат Мілкані, Міхаллак Мілкані, був знаним морським офіцером і професором в Албанії. 1957 року, у 22 роки, залишив Албанію, щоб навчатися у престижних військово-морських академіях у Санкт-Петербурзі та Ризі, які тоді входили до складу Радянського Союзу. Після повернення служив у Військово-морських силах Албанії, зокрема на підводних човнах поблизу острова Сазані, а пізніше майже десять років викладав у Військово-морській академії у Вльорі.
29 березня 2024 року Міхаллак трагічно загинув у Вустері, штат Массачусетс, США, — його збила вантажівка, коли він стояв на стоянці. Йому було 88 років. Інцидент стався під час руху вантажівки заднім ходом. Після його смерті Піро Мілкані називав брата «своїм найкращим другом».
Його наймолодший брат Васке Мілкані помер 1973 року у 32 роки.

## Особисте життя та смерть
Був одружений з відомою албанською піаністкою та педагогинею Маргаритою Крістідьї, яку ласкаво називали «Бебі або Бебі Крістідьї». Пара познайомилася в молодості та залишалася разом протягом усього життя. Крістідьї була професоркою фортепіано в Академії музики та мистецтв Албанії, була шанованою на сцені класичної музики країни.
У пари народився син, Ено Мілкані, який, як і батько, став кінорежисером. Батько з сином співпрацювали професійно, зокрема у фільмі «Горе пані Шнейдер» (2008), оснований на власному досвіді Піро Мілкані як студента у Празі. Мілкані також знаний своєю громадянською активністю. 2019 року подружжя взяло участь у символічній екологічній ініціативі в Тирані, пожертвувавши дерева Великому парку.
Помер у Тирані 24 травня 2025 року у 85 років.

## Нагороди
За видатний внесок у албанське кіно ушанований почесним званням народний артист, одну з найвищих відзнак Албанії за досягнення в мистецтві.